# Сергий (Зверев)
Архиепископ Сергий (в миру Александр Михайлович Зверев; 4 февраля 1870, село Ново-Павловка, Бердянский уезд, Таврическая губерния — 14 ноября 1937, Карагандинский ИТЛ, Карагандинская область) — епископ Православной российской церкви, архиепископ Елецкий.
Причислен к лику святых Русской православной церкви в августе 2000 года.

## Биография
Родился 4 февраля 1870 года в селе Ново-Павловка Бердянского уезда Екатеринодарской губернии (ныне Запорожская область) в семье священнослужителя.
В 1887 году окончил Симферопольское духовное училище. В 1893 году окончил Таврическую духовную семинарию, юридический факультет Санкт-Петербургского университета, Придворную певческую капеллу со званием регента и учителя церковного пения первого разряда.
В 1897 году Московскую духовную академию со степенью кандидата богословия.

### Священническое служение

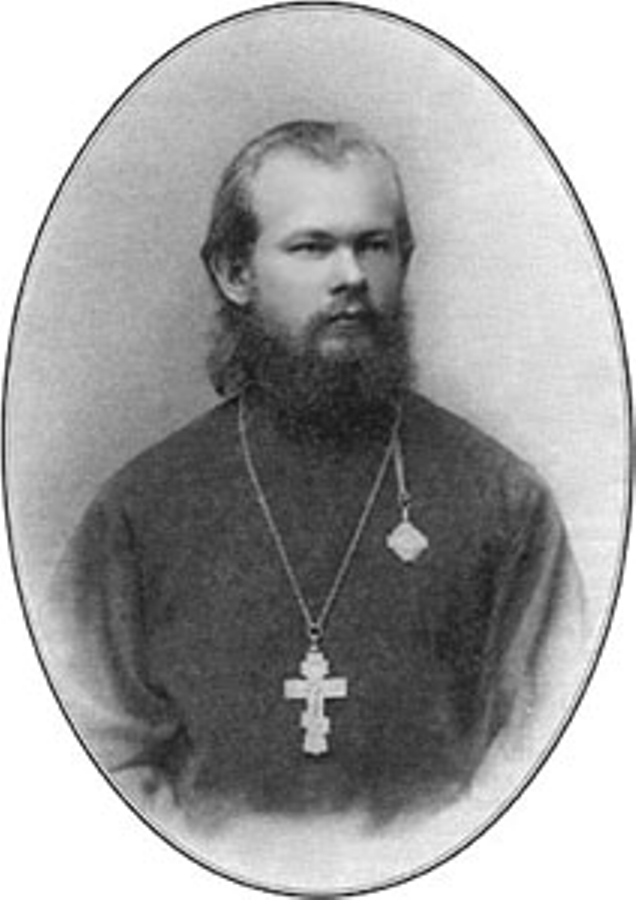
протоиерей Александр Зверев

8 августа 1899 года был рукоположён в сан священника и служил инспектором и законоучителем женского епархиального училища Таврической епархии, прослужил на этой должности до 7 августа 1912 года. С 23 августа 1899 года был также председателем Таврического епархиального училищного совета, а с сентября того же года — состоял в попечительстве о бедных духовного звания.
18 апреля 1903 года награждён камилавкой. 24 марта 1907 года награждён наперсным крестом, от Святейшего Синода выдаваемым. 19 сентября 1912 года возведен в протоиерея и проходил служение в Министерстве народного просвещения до 1920 года. Был членом Таврической учёной архивной комиссии с 1915 года. 14 июня 1917 года награждён палицей.
С 1919 года смотритель Симферопольского духовного училища. В ноябре 1921 года стал и. о. настоятеля Симферопольского Петропавловского собора.

### Викарий Симферопольской епархии
В условиях угрозы ареста правящего архиерея Таврической епархии архиепископа Никодима (Кроткова) им было принято решение рукоположить протоиерея Сергея Зверева во епископа для того, чтобы он мог возглавить епархию. Это была одна из первых тайных архиерейских хиротоний в Русской Церкви XX века.
28 августа 1922 года поздно вечером на подворье Космо-Дамиановского монастыря для совершения монашеского пострига собрались архиепископ Никодим (Кротков), архиепископ Димитрий (Абашидзе), настоятельница Топловского Параскевского монастыря игумения Вирсавия (Подозникова), священнослужители симферопольских храмов. Постриг и служба, на которой состоялась хиротония, продолжались до 9 часов утра.
Через месяц архиепископ Никодим был арестован. Архиепископ Димитрий был привлечен к судебному разбирательству. Попали под арест многие наиболее активные священники и монахи. Архиепископа Никодима заключили в Нижегородскую тюрьму, архиепископа Димитрия выслали за пределы Крыма. Епископ Сергий, оставшийся единственным каноническим епископом в Крыму, вступил в управление епархией.
Осенью 1922 года был арестован. Признал обновленческое ВЦУ. 1 декабря 1922 года постановлением Крымского республиканского суда амнистирован. 13 февраля 1923 года избран епископом Мелитопольским, викарием Екатеринославской обновленческой епархии.
8 октября 1923 года арестован повторно. Арест, в основе которого стояли доносы и непрекращающаяся клевета, воспринял спокойно, без ропота. Был заключён в Мелитополе, в 1924 году переведён в дом предварительного заключения Харькова и в том году освобожден «за отсутствием состава преступления».
Принёс покаяние патриарху Тихону. В 1924 году был выслан в Харьков, затем в Москву, где проживал без права выезда.
С 1924 года временно управлял Самарской епархией так как архиепископ Самарский Анатолий (Грисюк) был арестован.
1 февраля того же года митрополит Крутицкий Петр (Полянский) предложил кандидатуру епископа Сергия во временно учрежденную коллегию архипастырей для управления Церковью, создаваемую в связи с церковными нестроениями.
15 (28) февраля 1925 года Патриарх Тихон обратился в Народный Комиссариат Внутренних дел с предложением о регистрации Патриаршего Священного Синода, в который планировал включить и епископа Сергия.
12 апреля 1925 года участвовал в отпевании Патриарха Тихона. Подписал акт о передаче высшей церковной власти митрополиту Крутицкому Петру (Полянскому).
Во время подготовки к обновленческому собору 1925 года обновленцы направили к епископу Сергию комиссию для переговоров, но епископ Сергий пришедших не принял, а через третье лицо передал: «Не нахожу надобности вести переговоры с вашим управлением и принять поэтому депутатов не нахожу нужным».
В 1925—1926 годах временно управлял Самарской епархией.
В начале 1926 году перешёл в юрисдикцию Временного Высшего Церковного Совета (григорианский раскол) и стал активным помощником архиепископа Григория (Яцковского) на Урале. Во время посещения епископом Сергием Челябинска произошло его столкновение с местным «сергиевским» архиереем, что не без удовлетворения отмечали обновленцы. Бюллетень обновленческого Синода сообщал на своих страницах следующее: «Ссорятся между собой тихоновцы и в Челябинске: там одни за епископа Сергия — от григорьевцев, другие за Сергия же, но от Нижегородского местоблюстителя»
12 апреля 1926 года арестован. 17 декабря 1926 года постановлением Особого совещания при Коллегии ОГПУ приговорен к 3 годам ссылки на Урал. Был активным помощником архиепископа Григория (Яцковского).
В 1927 году перешёл к иосифлянам.

### Архиепископ Елецкий

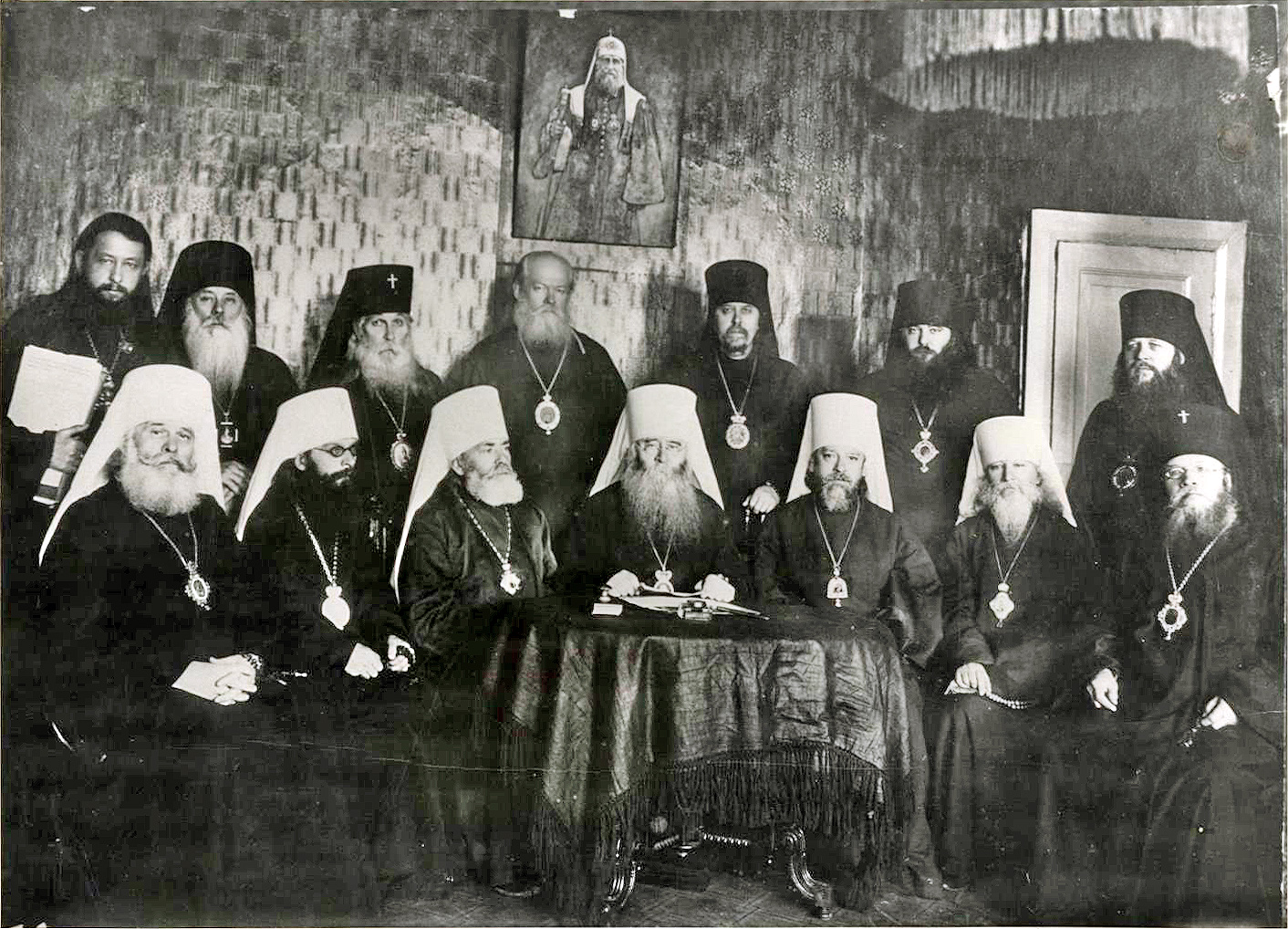
Архиепископ Сергий на заседании зимней сессии Временного патриаршего Священного синода 1933—1934 годов (стоит без клобука рядом с портретом патриарха Тихона)

В августе 1929 года ссылка окончилась. Принёс покаяние митрополиту Сергию (Страгородскому), который возвёл его в сан архиепископа и 25 сентября 1929 года назначил архиепископом Елецким.
Был временным членом зимней сессии Временного патриаршего Священного синода 1933—1934 годов. Вместе с другими членами Временного Патриаршего Священного Синода подписал циркулярный указ Московской Патриархии от 10 мая 1934 года «О новом титуле заместителя Патриаршего Местоблюстителя и о порядке поминовения за богослужениями».
21 января 1935 года был арестован. Обвинялся в том что будучи связан с епархиальным духовенством, он занимался контрреволюционной агитацией среди населения и священства, говорил с амвона проповеди, якобы призывавшие бороться с советской властью. Осуждён на пять лет исправительно-трудовых лагерей. По воспоминаниям современников, владыка принял испытание с подлинно христианским смирением, безропотно, как бы из рук Самого Христа. Этапирован в Карагандинские лагеря, где участвовал в тайных молитвенных собраниях.

### Последний арест и расстрел
Был арестован в лагере, виновным себя не признал. Был осуждён к расстрелу за активную антисоветскую деятельность, которая заключалась в «нелегальных молитвенных собраниях, совершении панихид по убиенным священнослужителям, в связи с заграницей и непризнании советской власти». Расстрелян 14 (или 20) ноября 1937 года в Карагандинской области.

## Канонизация
11 июня 1997 года Священный синод Украинской православной церкви, заслушав рапорт председателя комиссии по канонизации Святых УПЦ митрополита Харьковского и Богодуховского Никодима, постановил «благословить для местного прославления и почитания Архиепископа Мелитопольского Сергия (Зверева) (1872—1937)». Прославление состоялось в городе Мелитополе.
В августе 2000 года прославлен в лике святых новомучеников и исповедников Российских на Юбилейном Архиерейском соборе Русской православной церкви.